# Pomeni imen asteroidov: 54001–55000
Pregled pomenov imen asteroidov (malih planetov) od številke 54001 do 55000, ki jim je Središče za male planete dodelilo številko in so pozneje dobili tudi uradno ime  v skladu z dogovorjenim načinom imenovanja. Pregled je preverjen z Schmadelovim “Slovarjem imen malih planetov” (“Dictionary of Minor Planet Names”). 
Pregled pojasnjuje izvor oziroma pomen imen asteroidov, ki ga je priznala Mednarodna astronomska zveza (IAU). Nekateri asteroidi imajo imajo dodatno pojasnilo o izvoru imena, ki pa vedno ni popolnoma zanesljivo (oznaka “†” ali “‡“). 
| Ime                 | Začasna oznaka | Izvor imena |
| 54001–54100         | 54001–54100    | 54001–54100 |
| 54101–54200         | 54101–54200    | 54101–54200 |
| 54201–54300         | 54201–54300    | 54201–54300 |
| ------------------- | -------------- | --- |
| 54237 Hiroshimanabe | 2000 JD18      | Hiroshi Manabe, japonski ilustrator † |
| 54301–54400         |                | |
| 54362 Restitutum    | 2000 KP38      | latinski izraz za "nekaj , kar je bilo zamenjano ali ohranjeno v prvotni obliki"; ta asteroid je bil kmalu po odkritju izgubljen in pozneje zopet najden † Arhivirano 2007-03-12 na Wayback Machine. |
| 54401–54500         |                | |
| 54411 Bobestelle    | 2000 LH10      | George Robert ("Bob") Stetson in Estelle Marie Ives, odkriteljevi starši † |
| 54439 Topeka        | 2000 MG3       | mesto Topeka, zvezna država Kansas, ZDA † |
| 54501–54600         |                | |
| 54509 YORP          | 2000 PH5       | pojav JORP (pojav Yorp) † |
| 54522 Menaechmus    | 2000 QS1       | Menehmo (okoli 378 pr. n. št. – okoli 320 pr. n. št.), starogrški matematik † |
| 54598 Bienor        | 2000 QC243     | Bienor, mitološki kentaver, ki je prisostvoval Piritojevi poroki, ubil ga je Tezej † |
| 54601–54700         |                | |
| 54693 Garymyers     | 2001 FM6       | Gary Myers, ameriški ljubiteljski astronom, član Astronomskega kluba Huačuka (Huachuca Astronomy Club) †                                                                                             |
| 54701–54800         |                | |
| 54801–54900         |                | |
| 54820 Svenders      | 2001 NV1       | Enders Robinson in Sven Treitel, ameriška začetnika uporabe analize geofizikalnih signalov † |
| 54852 Mercatali     | 2001 OZ16      | Antonio Mercatali, italijanski ljubiteljski astronom † |
| 54862 Sundaigakuen  | 2001 OW25      | Sundaigakuen, visoka šola v Tokiu, kjer je odkritelj študiral † |
| 54901–55000         |                | |
| 54902 Close         | 2001 OG77      | Gary Close, ameriški predstojnik Hopkinsovega planetarija (Hopkins Planetarium ) † Arhivirano 2007-03-12 na Wayback Machine.                                                                         |
| 54967 Millucci      | 2001 PF29      | Vincenzo Millucci, italijanski profesor matematične fizike in ustanovitelj Astronomskega observatorija Torra Luciana (Osservatorio Astronomico di Torre Luciana) pri Univerzi Siena Florence †       |

| Predhodnik: 53001–54000 | Pomeni imen asteroidov Seznam asteroidov (54001-54250) Seznam asteroidov (54251-54500) Seznam asteroidov (54501-54750) Seznam asteroidov (54751-55000) | Naslednik: 55001–56000 |